# 普里縣

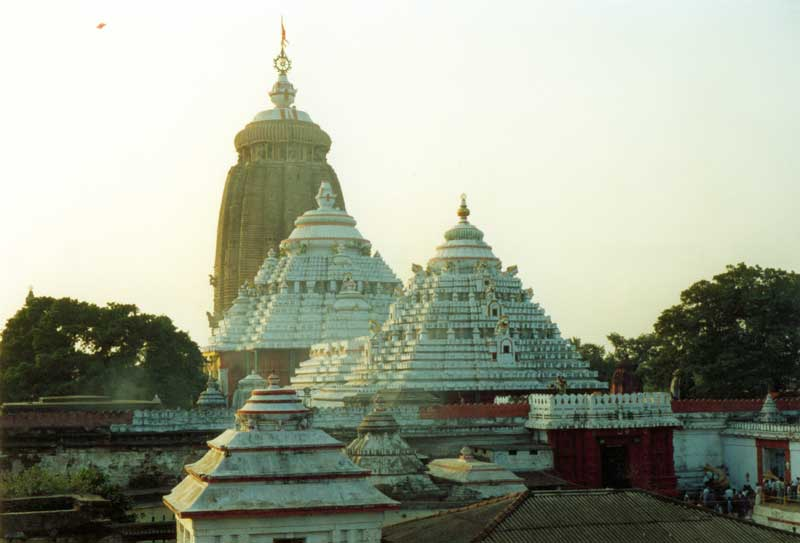

普里縣是印度的一個縣，位於該國東部，由奧里薩邦負責管轄，面積3,051平方公里，識字率為73.86%，2001年人口1,502,682，居民佔13.6%，人口密度每平方公里493人。